# Copa de Campeones de Europa 1962-63
La Copa de Campeones de Europa 1962-63 fue la 8.ª edición de la Copa de Clubes Campeones Europeos de fútbol, conocida como Copa de Europa, organizada por la Unión de Asociaciones Europeas de Fútbol (UEFA). En ella participaron un total de treinta equipos, representantes de 29 federaciones nacionales diferentes tras incorporarse el representante albanés, cuya federación fue finalmente reconocida y admitida para poder participar, tras estar adscrita a la UEFA desde 1954.
Disputada entre los meses de septiembre y mayo, la federación portuguesa contaba nuevamente con dos participantes al ser el Sport Lisboa e Benfica el vigente campeón. Por primera vez desde que se estableció la competición no accedía a la final un representante español, siendo en esta ocasión el ya mencionado S. L. Benfica —finalista por tercera vez consecutiva— y la Milan Associazione Calcio de Italia quienes contendieron en el definitivo encuentro. Los italianos se alzaron con su primer título tras vencer por 2-1.
Un único club, de los ocho novatos en el global, consiguió acceder a la fase final eliminatoria, el Dundee Football Club escocés, siendo la actuación más destacada de un debutante, finalizando su contienda en las semifinales. Debutaban también en dicha fase, aunque no bajo su primera participación el Galatasaray Spor Kulübü turco, el Sport Club Feijenoord neerlandés y el Tělovýchovná Jednota Baník Příbram checoslovaco, siendo tres las nuevas caras de un edición que registró 214 goles en 59 encuentros, arrojando una media de 3,63 goles por encuentro.
El equipo italiano y el portugués eran hasta la fecha los únicos junto al Real Madrid C. F. y el Stade de Reims que habían repetido presencia en la final, y habiéndose repartido entre ellos todos los títulos en juego, con la excepción del conjunto francés, quien perdió sus dos finales disputadas.

## Desarrollo

### Participantes
La inclusión de Albania en la competición redondeó la cifra de contendientes a treinta, la más alta alcanzada desde que se fundase el torneo. Entre ellos, que fueron divididos en una primera ronda preliminar para dilucidar qué equipos accedían a la primera fase eliminatoria, anteriores octavos de final, permitió que varios equipos tuvieran más opciones de clasificarse para la fase final del torneo, en esta ocasión señalada a partir de los cuartos de final. Pese a ello, sólo dos nuevos equipos consiguieron el acceso, el Galatasaray Spor Kulübü y el Dundee Football Club.
El contendiente albanés del Klubi Futbollit Partizani, el Fußball-Club Köln, el Esbjerg Forenede Boldklubber, el Ipswich Town Football Club, el Shelbourne Football Club, el Union Sportive Luxembourg y el Floriana Football Club fueron los otros novatos que no lograron acceder a la fase final.
El Anórthosis Ammochóstou chipriota, de la recientemente afiliada Asociación de Fútbol de Chipre (en griego: Kypriakí Omospondía Podosfaírou), el Knattspyrnufélagið Fram islandés, y el campeón soviético F. C. Dinamo de Kiev, aunque se desconoce si el honor hubiera finalmente recaído en dicho club o en el Futbolʹnyĭ Klub Spartak Moskva, siendo los únicos tres representantes de las federaciones ausentes.
Nota: indicados en negrita equipos que participaron en la fase final del torneo. Nombres y banderas según la época.
| Equipos participantes                 | | |
| Primera ronda (octavos)               | Fase preliminar | Fase preliminar |
| Sport Lisboa e Benfica Stade de Reims | Real Madrid Club de Fútbol Futßball-Club Köln Ipswich Town Football Club Panathinaikós Athlitikos Omilos Esbjerg forenede Boldklubber Servette Football Club Genève Royal Sporting Club Anderlecht Fotbal Club Dinamo București Milan Associazione Calcio Sporting Clube de Portugal Fussball Klub Austria Wien Vasas Sport Club Fredrikstad Fotballklubb Galatasaray Spor Kulübü | Fudbalski klub Partizan Dundee Football Club Klubi Futbollit Partizani Sport Club Feijenoord Armeesportklub Vorwärts Berlin Idrottsföreningen Kamraterna Norrköping Union Sportive Luxembourg Vojenská Tělovýchovná Jednota Dukla Praha Shelbourne Football Club Linfield Football Club Klub Sportowy Polonia Bytom Spółka Akcyjna Centralen Dom na Narodnata Armiya Sofiya Floriana Football Club Idrottsföreningen Kamraterna i Helsingfors |

### Incidencias
Apenas una temporada después se batió el registro de mayor diferencia de goles en una eliminatoria, con catorce, ocurrida en el enfrentamiento entre el representante italiano  —a la postre vencedor del torneo— y el luxemburgués, con victoria para la Milan Associazione Calcio por 14-0, no igualando ni rebasando sin embargo la marca de goles totales en un cruce que siguió establecida en diecisiete goles.

## Ronda previa
El sorteo se desarrolló el 6 de julio de 1962 en Colonia.
| Equipo Local Ida          | Resultado | Equipo Visitante Ida | Ida   | Vuelta | Desempate |
| ------------------------- | --------- | -------------------- | ----- | ------ | --------- |
| F. C. Dinamo București    | 1 - 4     | Galatasaray S. K.    | 1 - 1 | 0 - 3  |           |
| K. S. Polonia Bytom S. A. | 6 - 2     | Panathinaikós A. O.  | 2 - 1 | 4 - 1  |           |
| Milan A. C.               | 14 - 0    | U. S. Luxembourg     | 8 - 0 | 6 - 0  |           |
| Floriana F. C.            | 1 - 14    | Ipswich Town F. C.   | 1 - 4 | 0 - 10 |           |
| CDNA Sofiya               | 6 - 2     | F. K. Partizan       | 2 - 1 | 4 - 1  |           |
| Real Madrid C. F.         | 3 - 4     | R. S. C. Anderlecht  | 3 - 3 | 0 - 1  |           |
| Shelbourne F. C.          | 1 - 7     | S. C. Portugal       | 0 - 2 | 1 - 5  |           |
| Dundee                    | 8 - 5     | Köln                 | 8 - 1 | 0 - 4  |           |
| F. K. Austria Wien        | 7 - 3     | I. F. K. Helsingfors | 5 - 3 | 2 - 0  |           |
| Servette F. C. Genève     | 4 - 4     | S. C. Feijenoord     | 1 - 3 | 3 - 1  | 1 - 3     |
| Fredrikstad F. K.         | 1 - 11    | Vasas S. C.          | 1 - 4 | 0 - 7  |           |
| I. F. K. Norrköping       | 3 - 1     | K. F. Partizani      | 2 - 0 | 1 - 1  |           |
| Linfield F. C.            | 1 - 2     | Esbjerg F. B.        | 1 - 2 | 0 - 0  |           |
| A. S. K. Vorwärts Berlin  | 0 - 4     | V. T. J. Dukla Praha | 0 - 3 | 0 - 1  |           |
| Stade de Reims            | Bye.      |                      | -     | -      |           |
| S. L. Benfica             | Bye.      |                      | -     | -      |           |

## Fase final

### Eliminatorias
|  | Octavos de final                                                                 | Octavos de final                                                                 | Octavos de final                                                                 | Octavos de final                                                                 |   |                | Cuartos de final                                                   | Cuartos de final                                                   | Cuartos de final                                                   | Cuartos de final                                                   |  |            | Semifinales                                                   | Semifinales                                                   | Semifinales                                                   | Semifinales                                                   |  |       | Final                                          | Final                                          |  |
|  | 18 de oct. al 14 de nov. de 1962 (ida) 31 de oct. al 28 de nov. de 1962 (vuelta) | 18 de oct. al 14 de nov. de 1962 (ida) 31 de oct. al 28 de nov. de 1962 (vuelta) | 18 de oct. al 14 de nov. de 1962 (ida) 31 de oct. al 28 de nov. de 1962 (vuelta) | 18 de oct. al 14 de nov. de 1962 (ida) 31 de oct. al 28 de nov. de 1962 (vuelta) |   |                | 23 de ene. al 6 de mar. de 1963 (ida) 13 de marzo de 1963 (vuelta) | 23 de ene. al 6 de mar. de 1963 (ida) 13 de marzo de 1963 (vuelta) | 23 de ene. al 6 de mar. de 1963 (ida) 13 de marzo de 1963 (vuelta) | 23 de ene. al 6 de mar. de 1963 (ida) 13 de marzo de 1963 (vuelta) |  |            | 10 y 24 de abril de 1963 (ida) 1 y 8 de mayo de 1963 (vuelta) | 10 y 24 de abril de 1963 (ida) 1 y 8 de mayo de 1963 (vuelta) | 10 y 24 de abril de 1963 (ida) 1 y 8 de mayo de 1963 (vuelta) | 10 y 24 de abril de 1963 (ida) 1 y 8 de mayo de 1963 (vuelta) |  |       | 22 de mayo de 1963 Estadio de Wembley, Londres | 22 de mayo de 1963 Estadio de Wembley, Londres |  |
|  |                                                                                  |                                                                                  |                                                                                  |                                                                                  |   |                |                                                                    |                                                                    |                                                                    |                                                                    |  |            |                                                               |                                                               |                                                               |                                                               |  |       |                                                |                                                |  |
|  |                                                                                  |                                                                                  |                                                                                  |                                                                                  |   |                |                                                                    |                                                                    |                                                                    |                                                                    |  |            |                                                               |                                                               |                                                               |                                                               |  |       |                                                |                                                |  |
|  | Galatasaray                                                                      | 4                                                                                | 0                                                                                | 4                                                                                |   |                |                                                                    |                                                                    |                                                                    |                                                                    |  |            |                                                               |                                                               |                                                               |                                                               |  |       |                                                |                                                |  |
|  | Galatasaray                                                                      | 4                                                                                | 0                                                                                | 4                                                                                |   |                |                                                                    |                                                                    |                                                                    |                                                                    |  |            |                                                               |                                                               |                                                               |                                                               |  |       |                                                |                                                |  |
|  | Polonia Bytom                                                                    | 1                                                                                | 1                                                                                | 2                                                                                |   |                |                                                                    |                                                                    |                                                                    |                                                                    |  |            |                                                               |                                                               |                                                               |                                                               |  |       |                                                |                                                |  |
|  | Polonia Bytom                                                                    | 1                                                                                | 1                                                                                | 2                                                                                |   | Galatasaray    | 1                                                                  | 0                                                                  | 1                                                                  |                                                                    |  |            |                                                               |                                                               |                                                               |                                                               |  |       |                                                |                                                |  |
|  |                                                                                  |                                                                                  |                                                                                  |                                                                                  |   | Galatasaray    | 1                                                                  | 0                                                                  | 1                                                                  |                                                                    |  |            |                                                               |                                                               |                                                               |                                                               |  |       |                                                |                                                |  |
|  |                                                                                  |                                                                                  | Milan                                                                            | 3                                                                                | 5 | 8              |                                                                    |                                                                    |                                                                    |                                                                    |  |            |                                                               |                                                               |                                                               |                                                               |  |       |                                                |                                                |  |
|  | Milan                                                                            | 3                                                                                | Milan                                                                            | 3                                                                                | 5 | 8              | 1                                                                  | 4                                                                  |                                                                    |                                                                    |  |            |                                                               |                                                               |                                                               |                                                               |  |       |                                                |                                                |  |
|  | Milan                                                                            | 3                                                                                |                                                                                  |                                                                                  |   |                |                                                                    |                                                                    |                                                                    |                                                                    |  |            |                                                               |                                                               |                                                               |                                                               |  |       |                                                |                                                |  |
|  | Ipswich Town                                                                     | 0                                                                                | 2                                                                                | 2                                                                                |   |                |                                                                    |                                                                    |                                                                    |                                                                    |  |            |                                                               |                                                               |                                                               |                                                               |  |       |                                                |                                                |  |
|  | Ipswich Town                                                                     | 0                                                                                | 2                                                                                | 2                                                                                |   |                |                                                                    |                                                                    |                                                                    |                                                                    |  | Milan      | 5                                                             | 0                                                             | 5                                                             |                                                               |  |       |                                                |                                                |  |
|  |                                                                                  |                                                                                  |                                                                                  |                                                                                  |   |                |                                                                    |                                                                    |                                                                    |                                                                    |  | Milan      | 5                                                             | 0                                                             | 5                                                             |                                                               |  |       |                                                |                                                |  |
|  |                                                                                  |                                                                                  | Dundee                                                                           | 1                                                                                | 1 | 2              |                                                                    |                                                                    |                                                                    |                                                                    |  |            |                                                               |                                                               |                                                               |                                                               |  |       |                                                |                                                |  |
|  | CDNA Sofía                                                                       | 2                                                                                | Dundee                                                                           | 1                                                                                | 1 | 2              | 0                                                                  | 2                                                                  |                                                                    |                                                                    |  |            |                                                               |                                                               |                                                               |                                                               |  |       |                                                |                                                |  |
|  | CDNA Sofía                                                                       | 2                                                                                |                                                                                  |                                                                                  |   |                |                                                                    |                                                                    |                                                                    |                                                                    |  |            |                                                               |                                                               |                                                               |                                                               |  |       |                                                |                                                |  |
|  | Anderlecht                                                                       | 2                                                                                | 2                                                                                | 4                                                                                |   |                |                                                                    |                                                                    |                                                                    |                                                                    |  |            |                                                               |                                                               |                                                               |                                                               |  |       |                                                |                                                |  |
|  | Anderlecht                                                                       | 2                                                                                | 2                                                                                | 4                                                                                |   | Anderlecht     | 1                                                                  | 1                                                                  | 2                                                                  |                                                                    |  |            |                                                               |                                                               |                                                               |                                                               |  |       |                                                |                                                |  |
|  |                                                                                  |                                                                                  |                                                                                  |                                                                                  |   | Anderlecht     | 1                                                                  | 1                                                                  | 2                                                                  |                                                                    |  |            |                                                               |                                                               |                                                               |                                                               |  |       |                                                |                                                |  |
|  |                                                                                  |                                                                                  | Dundee                                                                           | 4                                                                                | 2 | 6              |                                                                    |                                                                    |                                                                    |                                                                    |  |            |                                                               |                                                               |                                                               |                                                               |  |       |                                                |                                                |  |
|  | Sporting de Portugal                                                             | 1                                                                                | Dundee                                                                           | 4                                                                                | 2 | 6              | 1                                                                  | 2                                                                  |                                                                    |                                                                    |  |            |                                                               |                                                               |                                                               |                                                               |  |       |                                                |                                                |  |
|  | Sporting de Portugal                                                             | 1                                                                                |                                                                                  |                                                                                  |   |                |                                                                    |                                                                    |                                                                    |                                                                    |  |            |                                                               |                                                               |                                                               |                                                               |  |       |                                                |                                                |  |
|  | Dundee                                                                           | 0                                                                                | 4                                                                                | 4                                                                                |   |                |                                                                    |                                                                    |                                                                    |                                                                    |  |            |                                                               |                                                               |                                                               |                                                               |  |       |                                                |                                                |  |
|  | Dundee                                                                           | 0                                                                                | 4                                                                                | 4                                                                                |   |                |                                                                    |                                                                    |                                                                    |                                                                    |  |            |                                                               |                                                               |                                                               |                                                               |  | Milan | 2                                              |                                                |  |
|  |                                                                                  |                                                                                  |                                                                                  |                                                                                  |   |                |                                                                    |                                                                    |                                                                    |                                                                    |  |            |                                                               |                                                               |                                                               |                                                               |  | Milan | 2                                              |                                                |  |
|  |                                                                                  |                                                                                  | Benfica                                                                          | 1                                                                                |   |                |                                                                    |                                                                    |                                                                    |                                                                    |  |            |                                                               |                                                               |                                                               |                                                               |  |       |                                                |                                                |  |
|  | Austria Viena                                                                    | 3                                                                                | Benfica                                                                          | 1                                                                                | 0 | 3              |                                                                    |                                                                    |                                                                    |                                                                    |  |            |                                                               |                                                               |                                                               |                                                               |  |       |                                                |                                                |  |
|  | Austria Viena                                                                    | 3                                                                                |                                                                                  |                                                                                  |   |                |                                                                    |                                                                    |                                                                    |                                                                    |  |            |                                                               |                                                               |                                                               |                                                               |  |       |                                                |                                                |  |
|  | Stade de Reims                                                                   | 2                                                                                | 5                                                                                | 7                                                                                |   |                |                                                                    |                                                                    |                                                                    |                                                                    |  |            |                                                               |                                                               |                                                               |                                                               |  |       |                                                |                                                |  |
|  | Stade de Reims                                                                   | 2                                                                                | 5                                                                                | 7                                                                                |   | Stade de Reims | 0                                                                  | 1                                                                  | 1                                                                  |                                                                    |  |            |                                                               |                                                               |                                                               |                                                               |  |       |                                                |                                                |  |
|  |                                                                                  |                                                                                  |                                                                                  |                                                                                  |   | Stade de Reims | 0                                                                  | 1                                                                  | 1                                                                  |                                                                    |  |            |                                                               |                                                               |                                                               |                                                               |  |       |                                                |                                                |  |
|  |                                                                                  |                                                                                  | Feijenoord                                                                       | 1                                                                                | 1 | 2              |                                                                    |                                                                    |                                                                    |                                                                    |  |            |                                                               |                                                               |                                                               |                                                               |  |       |                                                |                                                |  |
|  | Feijenoord                                                                       | 1                                                                                | Feijenoord                                                                       | 1                                                                                | 1 | 2              | 2                                                                  | 3                                                                  |                                                                    |                                                                    |  |            |                                                               |                                                               |                                                               |                                                               |  |       |                                                |                                                |  |
|  | Feijenoord                                                                       | 1                                                                                |                                                                                  |                                                                                  |   |                |                                                                    |                                                                    |                                                                    |                                                                    |  |            |                                                               |                                                               |                                                               |                                                               |  |       |                                                |                                                |  |
|  | Vasas                                                                            | 1                                                                                | 2                                                                                | 3                                                                                |   |                |                                                                    |                                                                    |                                                                    |                                                                    |  |            |                                                               |                                                               |                                                               |                                                               |  |       |                                                |                                                |  |
|  | Vasas                                                                            | 1                                                                                | 2                                                                                | 3                                                                                |   |                |                                                                    |                                                                    |                                                                    |                                                                    |  | Feijenoord | 0                                                             | 1                                                             | 1                                                             |                                                               |  |       |                                                |                                                |  |
|  |                                                                                  |                                                                                  |                                                                                  |                                                                                  |   |                |                                                                    |                                                                    |                                                                    |                                                                    |  | Feijenoord | 0                                                             | 1                                                             | 1                                                             |                                                               |  |       |                                                |                                                |  |
|  |                                                                                  |                                                                                  | Benfica                                                                          | 0                                                                                | 3 | 3              |                                                                    |                                                                    |                                                                    |                                                                    |  |            |                                                               |                                                               |                                                               |                                                               |  |       |                                                |                                                |  |
|  | Norrköping                                                                       | 1                                                                                | Benfica                                                                          | 0                                                                                | 3 | 3              | 1                                                                  | 2                                                                  |                                                                    |                                                                    |  |            |                                                               |                                                               |                                                               |                                                               |  |       |                                                |                                                |  |
|  | Norrköping                                                                       | 1                                                                                |                                                                                  |                                                                                  |   |                |                                                                    |                                                                    |                                                                    |                                                                    |  |            |                                                               |                                                               |                                                               |                                                               |  |       |                                                |                                                |  |
|  | Benfica                                                                          | 1                                                                                | 5                                                                                | 6                                                                                |   |                |                                                                    |                                                                    |                                                                    |                                                                    |  |            |                                                               |                                                               |                                                               |                                                               |  |       |                                                |                                                |  |
|  | Benfica                                                                          | 1                                                                                | 5                                                                                | 6                                                                                |   | Benfica        | 2                                                                  | 0                                                                  | 2                                                                  |                                                                    |  |            |                                                               |                                                               |                                                               |                                                               |  |       |                                                |                                                |  |
|  |                                                                                  |                                                                                  |                                                                                  |                                                                                  |   | Benfica        | 2                                                                  | 0                                                                  | 2                                                                  |                                                                    |  |            |                                                               |                                                               |                                                               |                                                               |  |       |                                                |                                                |  |
|  |                                                                                  |                                                                                  | Dukla Praga                                                                      | 1                                                                                | 0 | 1              |                                                                    |                                                                    |                                                                    |                                                                    |  |            |                                                               |                                                               |                                                               |                                                               |  |       |                                                |                                                |  |
|  | Esbjerg                                                                          | 0                                                                                | Dukla Praga                                                                      | 1                                                                                | 0 | 1              | 0                                                                  | 0                                                                  |                                                                    |                                                                    |  |            |                                                               |                                                               |                                                               |                                                               |  |       |                                                |                                                |  |
|  | Esbjerg                                                                          | 0                                                                                |                                                                                  |                                                                                  |   |                |                                                                    |                                                                    |                                                                    |                                                                    |  |            |                                                               |                                                               |                                                               |                                                               |  |       |                                                |                                                |  |
|  | Dukla Praga                                                                      | 0                                                                                | 5                                                                                | 5                                                                                |   |                |                                                                    |                                                                    |                                                                    |                                                                    |  |            |                                                               |                                                               |                                                               |                                                               |  |       |                                                |                                                |  |
|  | Dukla Praga                                                                      | 0                                                                                | 5                                                                                | 5                                                                                |   |                |                                                                    |                                                                    |                                                                    |                                                                    |  |            |                                                               |                                                               |                                                               |                                                               |  |       |                                                |                                                |  |
|  |                                                                                  |                                                                                  |                                                                                  |                                                                                  |   |                |                                                                    |                                                                    |                                                                    |                                                                    |  |            |                                                               |                                                               |                                                               |                                                               |  |       |                                                |                                                |  |

### Octavos de final
El sorteo se desarrolló el 2 de octubre de 1962 en Berna

### Cuartos de final
El sorteo se desarrolló el 2 de diciembre de 1962 en Bruselas

### Semifinales
El sorteo de semifinales se dio el 26 de marzo de 1963 en Amsterdam

## Final
| 1     | POR   | Giorgio Ghezzi      |  |
| 2     | DEF   | Mario David         |  |
| 3     | DEF   | Mario Trebbi        |  |
| 4     | DEF   | Victor Benítez      |  |
| 5     | MED   | Cesare Maldini      |  |
| 6     | MED   | Giovanni Trapattoni |  |
| 7     | DEL   | Bruno Mora          |  |
| 8     | DEL   | Dino Sani           |  |
| 9     | DEL   | José Altafini       |  |
| 10    | DEL   | Gianni Rivera       |  |
| 11    | DEL   | Gino Pivatelli      |  |
| D. T. | D. T. | Nereo Rocco         |  |

| 1     | POR   | Costa Pereira      |  |
| 2     | DEF   | Domiciano Cavém    |  |
| 3     | DEF   | Fernando Cruz      |  |
| 4     | DEF   | Humberto Fernandes |  |
| 5     | MED   | Raúl Machado       |  |
| 6     | MED   | Mário Coluna       |  |
| 7     | DEL   | José Augusto       |  |
| 8     | DEL   | Joaquim Santana    |  |
| 9     | DEL   | José Torres        |  |
| 10    | DEL   | Eusébio da Silva   |  |
| 11    | DEL   | António Simões     |  |
| D. T. | D. T. | Fernando Riera     |  |

| 58' · 66' | José Altafini | 1:1 2:1 |

| 0:1 | Eusébio da Silva | 18' |

| Principal | Arthur Holland |

| 1     | POR   | Giorgio Ghezzi      |  |
| 2     | DEF   | Mario David         |  |
| 3     | DEF   | Mario Trebbi        |  |
| 4     | DEF   | Victor Benítez      |  |
| 5     | MED   | Cesare Maldini      |  |
| 6     | MED   | Giovanni Trapattoni |  |
| 7     | DEL   | Bruno Mora          |  |
| 8     | DEL   | Dino Sani           |  |
| 9     | DEL   | José Altafini       |  |
| 10    | DEL   | Gianni Rivera       |  |
| 11    | DEL   | Gino Pivatelli      |  |
| D. T. | D. T. | Nereo Rocco         |  |

| 1     | POR   | Costa Pereira      |  |
| 2     | DEF   | Domiciano Cavém    |  |
| 3     | DEF   | Fernando Cruz      |  |
| 4     | DEF   | Humberto Fernandes |  |
| 5     | MED   | Raúl Machado       |  |
| 6     | MED   | Mário Coluna       |  |
| 7     | DEL   | José Augusto       |  |
| 8     | DEL   | Joaquim Santana    |  |
| 9     | DEL   | José Torres        |  |
| 10    | DEL   | Eusébio da Silva   |  |
| 11    | DEL   | António Simões     |  |
| D. T. | D. T. | Fernando Riera     |  |

| 58' · 66' | José Altafini | 1:1 2:1 |

| 0:1 | Eusébio da Silva | 18' |

| Principal | Arthur Holland |

| 1     | POR   | Giorgio Ghezzi      |  |
| 2     | DEF   | Mario David         |  |
| 3     | DEF   | Mario Trebbi        |  |
| 4     | DEF   | Victor Benítez      |  |
| 5     | MED   | Cesare Maldini      |  |
| 6     | MED   | Giovanni Trapattoni |  |
| 7     | DEL   | Bruno Mora          |  |
| 8     | DEL   | Dino Sani           |  |
| 9     | DEL   | José Altafini       |  |
| 10    | DEL   | Gianni Rivera       |  |
| 11    | DEL   | Gino Pivatelli      |  |
| D. T. | D. T. | Nereo Rocco         |  |

| 1     | POR   | Costa Pereira      |  |
| 2     | DEF   | Domiciano Cavém    |  |
| 3     | DEF   | Fernando Cruz      |  |
| 4     | DEF   | Humberto Fernandes |  |
| 5     | MED   | Raúl Machado       |  |
| 6     | MED   | Mário Coluna       |  |
| 7     | DEL   | José Augusto       |  |
| 8     | DEL   | Joaquim Santana    |  |
| 9     | DEL   | José Torres        |  |
| 10    | DEL   | Eusébio da Silva   |  |
| 11    | DEL   | António Simões     |  |
| D. T. | D. T. | Fernando Riera     |  |

| 58' · 66' | José Altafini | 1:1 2:1 |

| 0:1 | Eusébio da Silva | 18' |

| Principal | Arthur Holland |

| 1     | POR   | Giorgio Ghezzi      |  |
| 2     | DEF   | Mario David         |  |
| 3     | DEF   | Mario Trebbi        |  |
| 4     | DEF   | Victor Benítez      |  |
| 5     | MED   | Cesare Maldini      |  |
| 6     | MED   | Giovanni Trapattoni |  |
| 7     | DEL   | Bruno Mora          |  |
| 8     | DEL   | Dino Sani           |  |
| 9     | DEL   | José Altafini       |  |
| 10    | DEL   | Gianni Rivera       |  |
| 11    | DEL   | Gino Pivatelli      |  |
| D. T. | D. T. | Nereo Rocco         |  |

| 1     | POR   | Costa Pereira      |  |
| 2     | DEF   | Domiciano Cavém    |  |
| 3     | DEF   | Fernando Cruz      |  |
| 4     | DEF   | Humberto Fernandes |  |
| 5     | MED   | Raúl Machado       |  |
| 6     | MED   | Mário Coluna       |  |
| 7     | DEL   | José Augusto       |  |
| 8     | DEL   | Joaquim Santana    |  |
| 9     | DEL   | José Torres        |  |
| 10    | DEL   | Eusébio da Silva   |  |
| 11    | DEL   | António Simões     |  |
| D. T. | D. T. | Fernando Riera     |  |

| 58' · 66' | José Altafini | 1:1 2:1 |

| 0:1 | Eusébio da Silva | 18' |

| Principal | Arthur Holland |

|                                 |
| Bandera de Italia               |
| Campeón Milan A. C. 1.er título |

## Estadísticas

### Tabla histórica de goleadores
Los italianos Paolo Barison, José Altafini —nacionalizado este de nacimiento brasileño—, y el portugués Eusébio da Silva fueron los máximos goleadores de la edición tras anotar seis goles en seis partidos el primero, y en siete los segundos, con unos promedios de uno y 0,86 goles por partido.
Los citados Altafini y Eusébio fueron además los autores de los tres goles de la final. Fue además la primera vez que la distinción honorífica de máximo goleador estuvo compartida, y por tres jugadores.

Nota: No contabilizados los partidos y goles en rondas previas. Nombres y banderas de equipos en la época.
| \| Pos. \| Jugador \| G. \| Part. \| Prom. \| \| Club \| \| ---- \| ---------------- \| -- \| ----- \| ----- \| \| -------------------- \| \| 1 \| Paolo Barison \| 6 \| 6 \| 1.00 \| \| Milan A. C. \| \| 2 \| José Altafini \| 6 \| 7 \| 0.86 \| \| Milan A. C. \| \| = \| Eusébio da Silva \| 6 \| 7 \| 0.86 \| \| S. L. Benfica \| \| 4 \| Alan Gilzean \| 5 \| 6 \| 0.83 \| \| Dundee F. C. \| \| = \| Alan Cousin \| 5 \| 6 \| 0.83 \| \| Dundee F. C. \| \| 6 \| Martin Lippens \| 3 \| 4 \| 0.75 \| \| R. S. C. Anderlecht \| \| = \| Metin Oktay \| 3 \| 4 \| 0.75 \| \| Galatasaray S. K. \| \| 8 \| Bruno Mora \| 3 \| 5 \| 0.60 \| \| Milan A. C. \| \| 9 \| Mário Coluna \| 3 \| 7 \| 0.43 \| \| S. L. Benfica \| \| 10 \| Bill Björklund \| 2 \| 2 \| 1.00 \| \| I. F. K. Norrköping \| \| 11 \| Jan Brumovský \| 2 \| 3 \| 0.67 \| \| V. T. J. Dukla Praha \| \| = \| Ferenc Machos \| 2 \| 3 \| 0.67 \| \| Vasas S. C. \| \| 13 \| Hassan Akesbi \| 2 \| 4 \| 0.50 \| \| Stade de Reims \| \| = \| Jef Jurion \| 2 \| 4 \| 0.50 \| \| R. S. C. Anderlecht \| \| = \| Raymond Kopa \| 2 \| 4 \| 0.50 \| \| Stade de Reims \| \| = \| Paul Sauvage \| 2 \| 4 \| 0.50 \| \| Stade de Reims \| \| = \| Josef Vacenovský \| 2 \| 4 \| 0.50 \| \| V. T. J. Dukla Praha \| Actualizado a fin de torneo. |                  |    |       |       |  |                      |
| Pos. | Jugador          | G. | Part. | Prom. |  | Club                 |
| 1 | Paolo Barison    | 6  | 6     | 1.00  |  | Milan A. C.          |
| 2 | José Altafini    | 6  | 7     | 0.86  |  | Milan A. C.          |
| = | Eusébio da Silva | 6  | 7     | 0.86  |  | S. L. Benfica        |
| 4 | Alan Gilzean     | 5  | 6     | 0.83  |  | Dundee F. C.         |
| = | Alan Cousin      | 5  | 6     | 0.83  |  | Dundee F. C.         |
| 6 | Martin Lippens   | 3  | 4     | 0.75  |  | R. S. C. Anderlecht  |
| = | Metin Oktay      | 3  | 4     | 0.75  |  | Galatasaray S. K.    |
| 8 | Bruno Mora       | 3  | 5     | 0.60  |  | Milan A. C.          |
| 9 | Mário Coluna     | 3  | 7     | 0.43  |  | S. L. Benfica        |
| 10 | Bill Björklund   | 2  | 2     | 1.00  |  | I. F. K. Norrköping  |
| 11 | Jan Brumovský    | 2  | 3     | 0.67  |  | V. T. J. Dukla Praha |
| = | Ferenc Machos    | 2  | 3     | 0.67  |  | Vasas S. C.          |
| 13 | Hassan Akesbi    | 2  | 4     | 0.50  |  | Stade de Reims       |
| = | Jef Jurion       | 2  | 4     | 0.50  |  | R. S. C. Anderlecht  |
| = | Raymond Kopa     | 2  | 4     | 0.50  |  | Stade de Reims       |
| = | Paul Sauvage     | 2  | 4     | 0.50  |  | Stade de Reims       |
| = | Josef Vacenovský | 2  | 4     | 0.50  |  | V. T. J. Dukla Praha |